# Joey Hanssen
Joey Hanssen (Venray, 1 juli 1991) is een Nederlands autocoureur. In 2011 werd hij op het kartcircuit van Genk wereldkampioen in de KZ2 klasse.

## Carrière
Hanssen begon met karten op vierjarige leeftijd. Zijn vader Henk Hanssen had een eigen kartbaantje aangelegd. In 1997 reed hij zijn eerste kartwedstrijd op Raceway Venray in de 60cc klasse. Van 1998 tot en met 2004 reed hij in de Maxxis Challenge Cup. Zijn beste resultaten waren zijn kampioenschappen in 2003, 2004 en 2005. Vanaf 2003 reed hij ook in de 100cc klasse junioren van het NAB. In de eerste twee jaren bij het NAB woerd hij tweede en in 2005 achtste. In 2006 reed hij bij drie kartbonden: Chrono, KNAF en het NAB. Hij werd tweede, tweede en zevende. In 2007 stapte hij over op autoracen. Hij werd kampioen in de Formule Gloria. In 2008 reed hij weer in een kart, maar achter de schermen werd gewerkt om hem naar NASCAR te krijgen. In 2009 werd hij rookie kampioen (beste van alle nieuwkomers) in de NASCAR Canadian Tire Series. In 2010 keerde hij terug in de kartsport. Een jaar later werd hij tijdens het wereldkampioenschap karting op Genk de wereldkampioen in de KZ2 klasse. In 2012 heeft hij de overstap gemaakt naar de KZ1. In 2013 wint hij de Castrol CIK Stars of karting in Australië in de Pro Gearbox KZ2 (Australisch Kampioen)